# Lescouët-Gouarec
Lescouët-Gouarec é uma comuna francesa na região administrativa da Bretanha, no departamento Côtes-d'Armor. Estende-se por uma área de 19,18 km². Em 2010 a comuna tinha 229 habitantes (densidade: 11,9 hab./km²).